# Schachserver

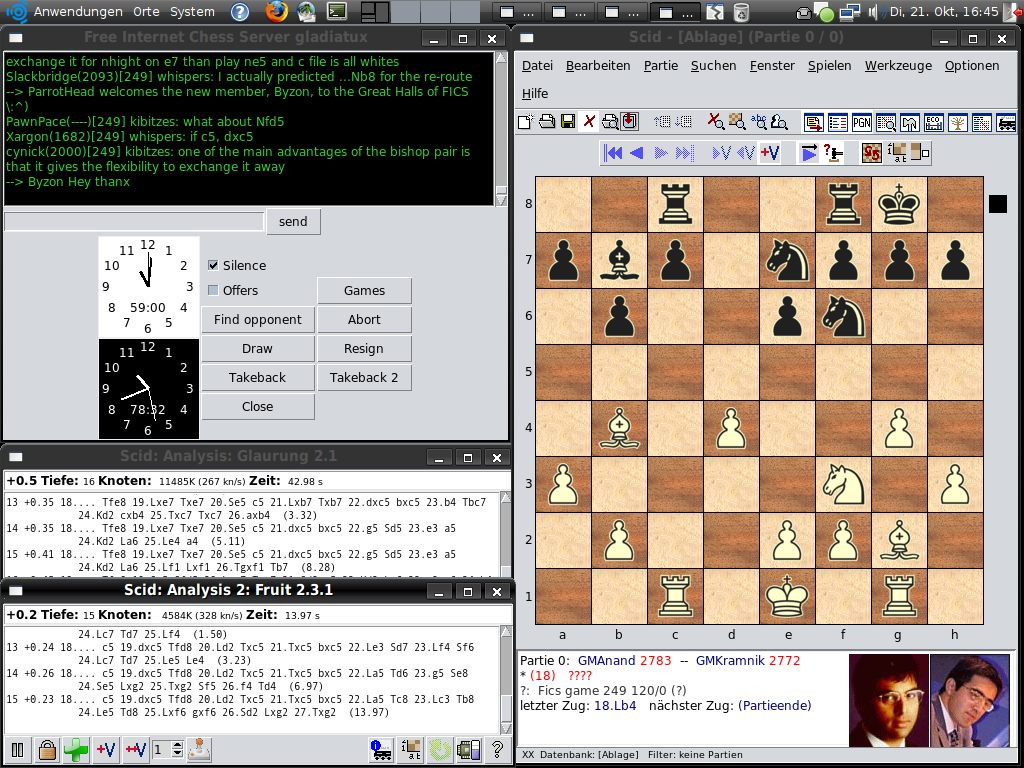
Die Übertragung der 5. Partie der Schach-WM 2008 durch den Schachserver FICS

Ein Schachserver (engl. Internet chess server) ermöglicht das Schachspielen mit räumlich entfernten Gegnern über das Internet. Technisch gesehen sind Schachserver eine Untergruppe von Spieleservern. Teilweise kann man direkt im Webbrowser spielen, teilweise muss man eine eigene Zugangssoftware installieren.
Es gibt eine Vielzahl an freien und kommerziellen Schachservern, die sich in ihrer Funktionsvielfalt und Bedienung stark unterscheiden. Grundsätzlich ist zwischen „Live-Schach“ und Fernschach zu unterscheiden. Im ersteren Fall sind beide Spieler gleichzeitig online und spielen in Echtzeit gegeneinander. Im Fernschach ist die Bedenkzeit so lang, dass sich die Spieler jeweils nur zur Ausführung eines Zuges anmelden. Fernschach benötigt an und für sich nicht die Unterstützung von Schachservern und wurde vor deren Erfindung einfach durch das Versenden von Postkarten gespielt. Durch die Möglichkeiten des Internets wird es jedoch ganz wesentlich vereinfacht.
Viele Schachserver bieten beide Schachformen an.
Bei Ausbruch der Covid-19-Pandemie haben Schachserver einen starken Zulauf erhalten. Viele Vereine haben ihren Mitgliedern empfohlen, online weiter gegeneinander zu spielen. Als erstes Turnier auf Weltspitze wurde das Magnus Carlsen Invitational 2020 veranstaltet. Weitere Turniere, auch in Zusammenarbeit mit der FIDE, wurden online durchgeführt oder sind geplant.

## Live-Schach
Beim Live-Schach bleiben beide Gegner während der gesamten Partie auf dem Schachserver angemeldet. Es lassen sich verschiedene Bedenkzeitregelungen und teilweise auch Schachvarianten wählen. Viele Schachserver bieten sogenannte 1-Klick-Eingaben von Zügen an, mit denen sich Züge sehr schnell ausführen lassen. Außerdem können sich sogenannte „Premoves“ (engl. etwa „Vorab-Züge“) als Antwortzüge auf einen beliebigen Gegnerzug festlegen lassen, beispielsweise das Zurückschlagen bei einem Abtausch. Damit sind sehr kurze Bedenkzeiten möglich (eine Minute pro Partie), die als Bullet bezeichnet werden und ohne Computerunterstützung am Schachbrett kaum durchführbar sind. Durch die ständige Verfügbarkeit von Gegnern haben Schachserver teilweise zu einer Popularisierung seltener Schachvarianten geführt, wie z. B. Einsetzschach oder Tandemschach. Auf Schachservern kann man auch Schachprogramme gegeneinander antreten lassen. Einige Autoren von Schachprogrammen nutzen Schachserver, um ihr Programm gegen menschliche Gegner und andere Programme zu testen.
Ein wichtiger Unterschied zum realen Schach (im Englischen oft „OTB“ = „over the board“) betrifft regelwidrige Züge. Die Software der Schachserver lässt regelwidrige Züge nicht zu. Das bedeutet, dass es einem Spieler überhaupt nicht möglich ist, einen regelwidrigen Zug auszuführen. In realen Blitz-Partien wird ein regelwidriger Zug jedoch – Reklamation durch den Gegner vorausgesetzt – beim ersten Mal mit einem Zeitaufschlag und beim zweiten Mal mit dem Verlust der Partie bestraft.
Ein großes Problem bei Schachservern ist der Betrug durch Computerunterstützung während der Partien. Einige Schachserver haben deshalb Algorithmen entwickelt, mit denen sie die Partien auf Computerunterstützung untersuchen. Die Funktionsweise dieser Algorithmen ist umstritten und geheim, dennoch gehen zumindest die kommerziellen Schachserverbetreiber rigoros gegen Betrüger vor, um Beschwerden aus dem Nutzerkreis zu begegnen.

## Fernschach
Ein Fernschachserver ermöglicht das Spielen von Partien mit sehr langen Bedenkzeiten (mehrere Tage pro Zug), in der sich die Gegner nur für die Zugabgabe anmelden und danach wieder abmelden. Auf einem Fernschachserver führt man die Züge auf einem anklickbaren Brett auf einer Webseite aus und bestätigt nach einer Vorschau den Zug. Damit wechselt das Zugrecht, und die Bedenkzeit des Gegners fängt an zu laufen. Der Gegner wird über den erfolgten Zug per E-Mail informiert. Oft ist die Eingabe von „Eventualzügen“ möglich, die automatisch ausgeführt werden, falls der Gegner einen bestimmten vorausgeahnten Zug macht.
Fernschachserver haben in den letzten Jahren unter Fernschachspielern sehr an Popularität gewonnen. Das Übermitteln der Züge im Fernschach stellte immer eine technische und organisatorische Herausforderung dar. Neben langen Postlaufzeiten kam es auch zu Missverständnissen und Fehlern in der Übertragung sowie zu Auseinandersetzungen über die verbrauchte Bedenkzeit. Durch Fernschachserver ist einerseits eine Übermittlung der Züge ohne Zeitverlust möglich, und zum anderen werden der Partieverlauf und die Bedenkzeit auf dem Server verwaltet, so dass es zu keinen Missverständnissen über den Partieverlauf kommen kann. Die meisten Fernschachserver bieten darüber hinaus Zugvalidierung und Verwaltung der Urlaubszeiten in einem Turnier an.

## Weitere Features von Schachservern

### Wertzahlen
Fast alle Schachserver berechnen für ihre Benutzer Wertzahlen. Das auf Schachservern übliche Glicko-System funktioniert ähnlich wie die bekanntere Elo-Zahl im realen Schach. Dadurch ist es jedem Benutzer möglich, die Spielstärke anderer Spieler einigermaßen einzuschätzen, und zusätzlich erfährt er auch den statistischen Streubereich um seine wahre Wertungszahl. Allerdings können die Online-Wertzahlen schlecht mit den realen Elo-Zahlen verglichen werden:
- Elo-Zahlen werden an offiziellen Turnieren unter anderen Zeitkontrollen erspielt, als im Onlineschach üblich sind.
- Die Demografie der Schachspieler unterscheidet sich deutlich: Bei einem Schachverband (z. B. dem amerikanischen USCF) erhält eine Wertung, wer in den USA wohnt und sich die Mühe nimmt, an einem kostenpflichtigen Turnier teilzunehmen – bei den allermeisten Schachserver ist die Eintrittshürde viel geringer, und sie sind offen für ein globales Publikum.
- Bei Schachservern sind die Wertzahlen zum Teil nach unten offen, während bei FIDE das minimale Rating 1000 beträgt.

### Analysebrett
Speziell im Fernschach ist es möglich, Varianten schon vorab auf dem Bildschirm durchzuspielen und bequem abzuspeichern.

### Eröffnungs- und Partiedatenbanken
Oft haben die Benutzer von Schachservern Zugriff auf umfangreiche Datenbanken. Einerseits kann dies zum Selbststudium genutzt werden, andererseits ist eine solche Datenbank ein wichtiges Hilfsinstrument, das in Fernschachpartien (nicht jedoch in Live-Schach-Partien!) durchaus legal ist.

### Engines
Zur Analyse einer abgeschlossenen eigenen Partie, zum Mitverfolgen einer Meisterpartie, zum Training oder zur Stellungsbewertung bieten viele Schachserver den Zugriff auf leistungsstarke Schachprogramme an. Diese ermöglichen oft auch die automatische Partieanalyse.

### Sonstiges
Das Angebot der meisten kommerziellen Schachserver wird noch durch ein umfangreiches Zusatzangebot erweitert. Je nach Schachserver kann es sich dabei um Trainingseinheiten, Schachprobleme, Berichterstattung über Meisterturniere (teilweise live), Texte und Videos rund ums Schach, Chatrooms, Foren etc. handeln. Bei vielen kommerziellen Schachservern werden unterschiedliche Mitgliedschaften angeboten. Der Mitgliedschaftsbeitrag richtet sich dann meist nach dem Umfang der nutzbaren Zusatzfeatures, während das bloße Spielen von Live-Partien häufig kostenlos möglich ist.

## Bekannte Schachserver

### Freie Schachserver
- Lichess, verwendet ausschließlich freie Software
- schach-spielen.eu
- FICS (seit 1980)
- chessmail.de
- freechess.de
- BdF-Schachserver – Fernschachserver

### Kommerzielle Server
- Chess.com
- Internet Chess Club (ICC) – einer der ersten Schachserver
- schach.de / playchess.com – Schachserver der Firma ChessBase.
- Chess24.com – von Chess.com aufgekauft und 2024 eingestellt
- World Chess Network (WCN) – 1997 gestartet, 2007 vom Internet Chess Club aufgekauft und eingestellt
- ChessCube – 2020 eingestellt
- Chess Live – Android-App
- FIDE Online Arena
- schemingmind.com – Fernschachserver